# Раздолье (Ярославская область)
Раздолье — деревня Ивняковского сельского поселения Ярославского района Ярославской области России.

## География
Деревня находится рядом с Ярославским заводом металлоконструкций. Недалеко проходит железная дорога — платформы 274 км и уже не существующая Хожаево. Перед деревней имеется 3 вырытых пруда.

## История
В 2006 году деревня вошла в состав Ивняковского сельского поселения образованного в результате слияния Ивняковского и Бекреневского сельсоветов.

## Население
| 2007 | 2010 |
| ---- | ---- |
| 26   | ↘18  |

### Историческая численность населения
По состоянию на 1989 год в деревне не было постоянного населения.

### Национальный и гендерный состав
Согласно результатам переписи 2010 года население составляют 9 мужчины и 9 женщины.

## Инфраструктура
Основа экономики — личное подсобное хозяйство. По состоянию на 2021 год большинство домов используется жителями для постоянного проживания и проживания в летний период. Вода добывается жителями из личных колодцев. Имеется таксофон (около дома №10).
Почтовое отделение №150507, расположенное в посёлке Ивняки, на март 2022 года обслуживает в деревне 9 домов.

## Транспорт
Поворот на деревню начинается от Юго-Западной окружной дороги возле железнодорожного моста.